# Meseta Ibérica
Meseta Ibérica es el nombre que recibe una reserva de la biosfera transfronteriza situada entre España y Portugal, declarada el 9 de junio de 2015 por la Unesco. Abarca una superficie de 1 132 606 hectáreas (11 326 km²), extendiéndose por 87 municipios de las provincias españolas de Zamora y Salamanca así como las comarcas portuguesas de Duero Superior, Tierra Caliente y Tierra Fría, en la región de Trás-os-Montes.
En España la declaración de la reserva fue publicada por resolución fechada el 16 de julio de 2015 en el Boletín Oficial del Estado del 27 de agosto del mismo año.
La reserva, cuya altitud oscila entre los 100 y los 2000 m s. n. m., incluye varios espacios protegidos, destacando los parques naturales de Arribes del Duero y Lago de Sanabria y alrededores en territorio español y el del Duero Internacional en la parte lusa, así como diversos espacios de la Red Natura 2000, como los Cañones del Duero, las Lagunas de Villafáfila, la Sierra de la Culebra o la Albufera del Azibo y Romeo, entre otros. La zona alberga especies animales como la cigüeña negra, el alimoche, el águila perdicera, el búho real o el lobo ibérico.
La población dentro de los límites de la reserva asciende a alrededor de 300 000 personas. Existen restos romanos y medievales.